# Kretz
Kretz là một xã ở huyện Mayen-Koblenz bang Rheinland-Pfalz, phía tây nước Đức. Xã Kretz có diện tích 4,17 kilomét vuông.